# Cafés do Brasil Indy 300
Cafés do Brasil Indy 300 — этап серии IRL IndyCar на трассе Homestead-Miami Speedway в Хомстеде, США.

## История гонок в Майами

### Ранние годы
В 1925 году основатель Indianapolis Motor Speedway Карл Фишер прорабатывал возможность проведения автомобильных соревнований в Майами-Бич, рассматривая территорию вокруг Майами как зимнюю столицу соревнований по этому виду спорта.
При активном участии Фишера был построен быстрейший в мире четвертьмильный бордтрек (овальная трасса с древесным покрытием — Fulford-Miami Speedway в Фалфорде). Одной из особенностей трека были его повороты, где бэнкинг достигал 50 градусов. Подобная особенность позволяла машинам развивать скорость свыше 180 км/ч и удерживаться на трассе не сползая к инфилду. Для сравнения — повороты на современной версии Daytona International Speedway имеют угол наклона только 31 градус.
22 февраля 1926 года на той трассе прошла единственная гонка (также являвшаяся первой гонкой «чампкаров» в Южной Флориде). 20 тысяч зрителей увидели как Питер ДеПаоло выиграл ту 300-мильную гонку. 17 сентября того же года трасса была уничтожена в результате т. н. «Великого Майамского урагана». Ныне на том месте располагается Президентский Загородный клуб.

### Период соревнований серии CART
Современная история гонок «чампкаров» в районе Майами начинается в середине 1980-х — в 1985-1988-м годах CART провела шесть своих этапов на временной уличной трассе в Tamiami Park.
В 1995 году автогоночный промоутер Ральф Санчес вернул гонки на машинах с открытыми колёсами в Майами. Стоит отметить, что ранее — в 1983—1993 годах — при его непосредственном участии IMSA вполне успешно проводила на уличных трассах в Bayfront Park и Bicentennial Park (рядом с заливом Бискейн) свои этапы.
В связи с последствиями урагана Эндрю, Санчесу пришлось обустраивать район вблизи Хомстеда. В итоге там возник Homestead Motorsports Complex. Однако сам овал Homestead-Miami был готов только в 1996 году и для первого этапа в 1995 пришлось восстановить трассу в Bicentennial Park.
В 1996-м году CART провел а свою первую гонку на овале Homestead-Miami Speedway. Первая гонка прошла на 200 миль.
В дальнейшем, вплоть до 2001 года, гонка в Хомстеде открывала сезон. Трасса также использовалась в межсезонных тестах.

### Indy Racing League: последние годы этапа
В 2001-м году этап переехал в календарь серии IRL IndyCar. Дистанция гонки выросла до 300 миль.
в 2002—2008 гонка в Хомстеде открывала сезон. В 2007—2008 этап проводился в тёмное время суток — при искусственном освещении.
При реоранизации календаря, произошедшего при объединении с Champ Car, этап переехал на осень, став завершающим соревнованием сезона (первая осенняя гонка прошла в 2009).
Перед сезоном 2011 года, IRL IndyCar не договорившись с International Speedway Corporation исключила все трассы, принадлежащие корпорации из своего календаря. Среди прочих это коснулось и овала в Хомстеде.
С 2007 года этап стал частью проекта Speed Jam — сдвоенным уик-эндом IRL IndyCar/Rolex Sports Car Series. Мероприятие пользовалось определённой популярностью в латиноамериканской части Хомстеда и Майами.

### Победители
За 16 лет проведения ровно половина гонок выиграна пилотами команды Чипа Гэнасси (причём 5 последних гонок подряд).
Среди пилотов по три победы значатся на счету Дэна Уэлдона (причём подряд), Скотта Диксона и Сэма Хорниша-младшего.

## Победители прошлых лет

### CART / IRL IndyCar
| Сезон                                   | Дата                                    | Победитель                              | Шасси                                   | Мотор                                   | Команда                                 | Отчёт                                   |
| Этап CART Champ Car (Bicentennial Park) | Этап CART Champ Car (Bicentennial Park) | Этап CART Champ Car (Bicentennial Park) | Этап CART Champ Car (Bicentennial Park) | Этап CART Champ Car (Bicentennial Park) | Этап CART Champ Car (Bicentennial Park) | Этап CART Champ Car (Bicentennial Park) |
| --------------------------------------- | --------------------------------------- | --------------------------------------- | --------------------------------------- | --------------------------------------- | --------------------------------------- | --------------------------------------- |
| 1995                                    | 5 марта                                 | Жак Вильнёв                             | Reynard                                 | Ford-Cosworth                           | Team Green                              | Отчёт                                   |
| Этап CART Champ Car (Хомстед)           |                                         |                                         |                                         |                                         |                                         |                                         |
| 1996                                    | 3 марта                                 | Джимми Вассер                           | Reynard                                 | Honda                                   | Chip Ganassi Racing                     | Отчёт                                   |
| 1997                                    | 2 марта                                 | Майкл Андретти                          | Swift                                   | Ford-Cosworth                           | Newman/Haas Racing                      | Отчёт                                   |
| 1998                                    | 15 марта                                | Майкл Андретти                          | Swift                                   | Ford-Cosworth                           | Newman/Haas Racing                      | Отчёт                                   |
| 1999                                    | 21 марта                                | Грег Мур                                | Reynard                                 | Mercedes                                | Forsythe Racing                         | Отчёт                                   |
| 2000                                    | 26 марта                                | Макс Папис                              | Reynard                                 | Ford-Cosworth                           | Team Rahal                              | Отчёт                                   |
| Этап IRL IndyCar                        |                                         |                                         |                                         |                                         |                                         |                                         |
| 2001                                    | 8 апреля                                | Сэм Хорниш-младший                      | Dallara                                 | Oldsmobile                              | Panther Racing                          | Отчёт                                   |
| 2002                                    | 2 марта                                 | Сэм Хорниш-младший                      | Dallara                                 | Chevrolet                               | Panther Racing                          | Отчёт                                   |
| 2003                                    | 2 марта                                 | Скотт Диксон                            | G-Force                                 | Toyota                                  | Chip Ganassi Racing                     | Отчёт                                   |
| 2004                                    | 29 февраля                              | Сэм Хорниш-младший                      | Dallara                                 | Toyota                                  | Team Penske                             | Отчёт                                   |
| 2005                                    | 6 марта                                 | Дэн Уэлдон                              | Dallara                                 | Honda                                   | Andretti Green Racing                   | Отчёт                                   |
| 2006                                    | 26 марта                                | Дэн Уэлдон                              | Dallara                                 | Honda                                   | Chip Ganassi Racing                     | Отчёт                                   |
| 2007                                    | 24 марта                                | Дэн Уэлдон                              | Dallara                                 | Honda                                   | Chip Ganassi Racing                     | Отчёт                                   |
| 2008                                    | 29 марта                                | Скотт Диксон                            | Dallara                                 | Honda                                   | Chip Ganassi Racing                     | Отчёт                                   |
| 2009                                    | 10 октября                              | Дарио Франкитти                         | Dallara                                 | Honda                                   | Chip Ganassi Racing                     | Отчёт                                   |
| 2010                                    | 2 октября                               | Скотт Диксон                            | Dallara                                 | Honda                                   | Chip Ganassi Racing                     | Отчёт                                   |

### Атлантический чемпионат / Indy Lights
| 1996 | 3 марта  | Тони Эйв       |
| 1997 | 1 марта  | Энтони Ладзаро |
| 2000 | 25 марта | Дэн Уэлдон     |
| 2000 | 26 марта | Бадди Райс     |

| 1996 | 3 марта    | Дэвид Эмпрингем   |
| 1997 | 2 марта    | Дэвид Эмпрингем   |
| 1998 | 15 марта   | Сидеаки Хаттори   |
| 1999 | 21 марта   | Марио Домингес    |
| 2003 | 2 марта    | Марк Тейлор       |
| 2004 | 29 февраля | Фил Гиблер        |
| 2005 | 6 марта    | Трэвис Грэгг      |
| 2006 | 26 марта   | Джефф Симмонс     |
| 2007 | 24 марта   | Алекс Ллойд       |
| 2008 | 29 марта   | Диллон Баттистини |
| 2009 | 9 октября  | Марио Романчини   |
| 2010 | 2 октября  | Брендон Вагнер    |